# Hassan Jouad
 (avril 2012).
Si vous disposez d'ouvrages ou d'articles de référence ou si vous connaissez des sites web de qualité traitant du thème abordé ici, merci de compléter l'article en donnant les références utiles à sa vérifiabilité et en les liant à la section « Notes et références ».
 (juillet 2015).
Hassan Jouad est un linguiste et anthropologue franco-marocain, né en 1949, dans le Haut Atlas, (Infdwak ou Fetouaka), province d'Azilal.

## Biographie

### Carrière
Après avoir fini des études secondaires au lycée Mohammed V de Casablanca et obtenu son baccalauréat en 1968, une bourse Zellidja, obtenue la même année, lui donne l’opportunité de se rendre en Kabylie (Algérie). Durant ce voyage, sa rencontre avec Mouloud Mammeri à Alger le fait renoncer au projet de professorat d’anglais auquel il se destinait car, sur la recommandation de l’écrivain algérien, un poste de répétiteur lui est offert par Lionel Galand, professeur de berbère à l'Institut national des langues et civilisations orientales à Paris, INALCO, où il débarque fin 1968.  
Parallèlement à son travail à l'INALCO, Hassan Jouad suit des études universitaires, principalement en linguistique, (Université de Paris V avec l’équipe d'André Martinet ; de Paris VIII avec l’équipe de Nicolas Ruwet ; de Paris III et à l’EPHE IV avec David Cohen, linguistique chamito-sémitique, et Lionel Galand). Il suit des séminaires en ethnologie du Maghreb, (EPHE VI avec Germaine Tillion) ; en ethnomusicologie au Musée de l'Homme, (avec l’équipe de Gilbert Rouget), pour ne mentionner que les enseignements réguliers. Il obtient le diplôme de l’École des hautes études en sciences sociales en 1977 et un doctorat de 3e cycle de linguistique de l’Université de la Sorbonne nouvelle - Paris III et de l’École pratique des hautes études - IVe section en 1984. 
Successivement chargé de recherche associé au Centre national de la recherche scientifique (CNRS/URA 1027), conseiller pour la programmation musicale à l’Institut du monde arabe (IMA), il est finalement recruté comme ingénieur de recherche à l’École des hautes études en sciences sociales (EHESS) à Paris ; d’abord au Centre de linguistique théorique (CELITH), puis Centre de recherche sur les arts et le langage :(CRAL-EHESS/CNRS-UMR 8566). Il a pris sa retraite en novembre 2014. 

### Domaines d'étude
- Si vous ne connaissez pas le sujet, laissez ce bandeau (vous pouvez alors contacter les auteurs).
- Si vous supprimez le contenu mis en cause (vous pouvez préalablement contacter les auteurs),

argumentez précisément cette suppression dans la page de discussion
(un manque de référence n'est pas un argument ; une recherche réelle de référence doit avoir été effectuée, être formellement documentée).
Alors qu’il s’agit d’une famille de langues fondamentalement orales, à son arrivée aux Langues orientales, c’est l’absence totale de données orales concernant le berbère, dans l’institution où il est appelé à assurer un enseignement pratique du chleuh, qui frappe le nouveau répétiteur. Ce manque paradoxal le détermine à se consacrer en priorité à la collecte directe sur le terrain d’un corpus de traditions orales dès l’été 1969 en commençant par le territoire des aït M’goun. Ce sont les questionnements soulevés par ce corpus au fur et à mesure de son accumulation, qui lui serviront de guide pour  orienter ses études universitaires. 
Dès le départ, Hassan Jouad porte un intérêt spécial aux joutes versifiées, car celles-ci étant orales, sont improvisées par définition. Mais étant versifiées, donc puissamment structurées, le fait qu’elles soient en même temps improvisées, lui semblait constituer une antinomie a priori insurmontable. Cette intuition se révélera féconde. 
Dès les premières séances d’enregistrement, Hassan Jouad a la chance de ressusciter la mémoire d’une forme versifiée inconnue car tombée en désuétude depuis deux générations. Cette forme met en lumière un phénomène totalement inconnu des sciences du langage, à savoir, une « troisième articulation », laquelle se situe à cheval sur les deux niveaux de la fameuse « double articulation » d’André Martinet, (Jouad : 2002). Dans la majorité de ses publications, jusqu’ici, notamment Le Calcul inconscient de l'improvisation, il consacre ses efforts à démontrer, sur la base d’un large corpus de traditions orales, (en chleuh, en tamazight stricto sensu et en arabe dialectal), que la composante phonémique de l’énoncé versifié est soumise, simultanément, à deux segmentations, (ou deux organisations linéaires), distinctes et hétéromorphes. Une segmentation morphématique d’une part et, de l’autre, une segmentation translexicale et hors sens (qu’il appelle aussi syllabation translexicale). Alors que la matière phonémique de chaque nouvel énoncé change et, avec elle, cela va de soi, la segmentation morphématique, en revanche, la segmentation translexicale de la même matière phonémique demeure invariablement répétitive, (Jouad : 2011). Les deux segmentations se chevauchent articulatoirement de telle manière qu’elles se confondent auditivement. De ce fait, la segmentation morphématique occulte la segmentation translexicale. Or, c’est la répétition (de l’organisation) de la segmentation translexicale qui confère à l’énoncé le statut d’énoncé versifié. 
Les deux questions dont l’élucidation a très longuement occupé H. Jouad sont :
1. : Comment la segmentation morphématique, (la segmentation sensée d’un énoncé), peut-elle être synchronisée avec une segmentation translexicale, donc hors sens, de la matière segmentale du même énoncé ?
2. : Comment la segmentation translexicale, ce calcul phonémique hors sens, peut-elle se reproduire rigoureusement à l'identique dans tous les énoncés d'un même texte ?

La réponse à ces deux questions se résume dans une même formule : l’anticipation respiratoire de la phonation, (Jouad 2011). La découverte des izlan des aït M’goun apporte la preuve que la production de la voix, donc du discours, consiste fondamentalement dans l’exploitation phonatoire de la durée de l’expiration. Contrairement à ce que nous garantie notre perception auditive, l’énoncé ne s’élabore pas pendant qu’il s’exécute. L’élaboration et l’exécution sont temporellement décalées. Les deux opérations sont étroitement subordonnées à la temporalité de la respiration. Autrement dit, l’élaboration est temporellement anticipée. 
L’anticipation respiratoire de la phonation, c'est-à-dire l’antériorité temporelle de l’élaboration à l’exécution, est telle que l’émetteur ne peut avoir accès au sens de son propre énoncé qu’une fois qu’il l’a prononcé. En d’autres termes, l’émetteur ne peut entendre son propre énoncé qu’en même temps que le récepteur. Il ne peut donc jamais se reprendre et corriger une méprise en cours d’élaboration. C’est ce que prouve le lapsus, indéniablement : le propre du lapsus étant justement que son auteur ne peut jamais rattraper une bévue. 
En plaçant l’anticipation respiratoire, c'est-à-dire, en fin de compte, une donnée somatique à la source de la phonation, donc au fondement de l’exercice concret de la parole, la découverte, avec les izlan des aït M’goun, de la troisième articulation, appelle une refonte complète des concepts théoriques de la linguistique et de leur hiérarchie. Le même constat soulève à nouveau la question de la création du langage humain lui-même, de sa reproduction et, par conséquent, de la pérennisation de sa transmission.